# Graphania sulcana
Graphania sulcana är en fjärilsart som beskrevs av Richard William Fereday 1880. Graphania sulcana ingår i släktet Graphania och familjen nattflyn. Inga underarter finns listade i Catalogue of Life.